# Scott Huffaker

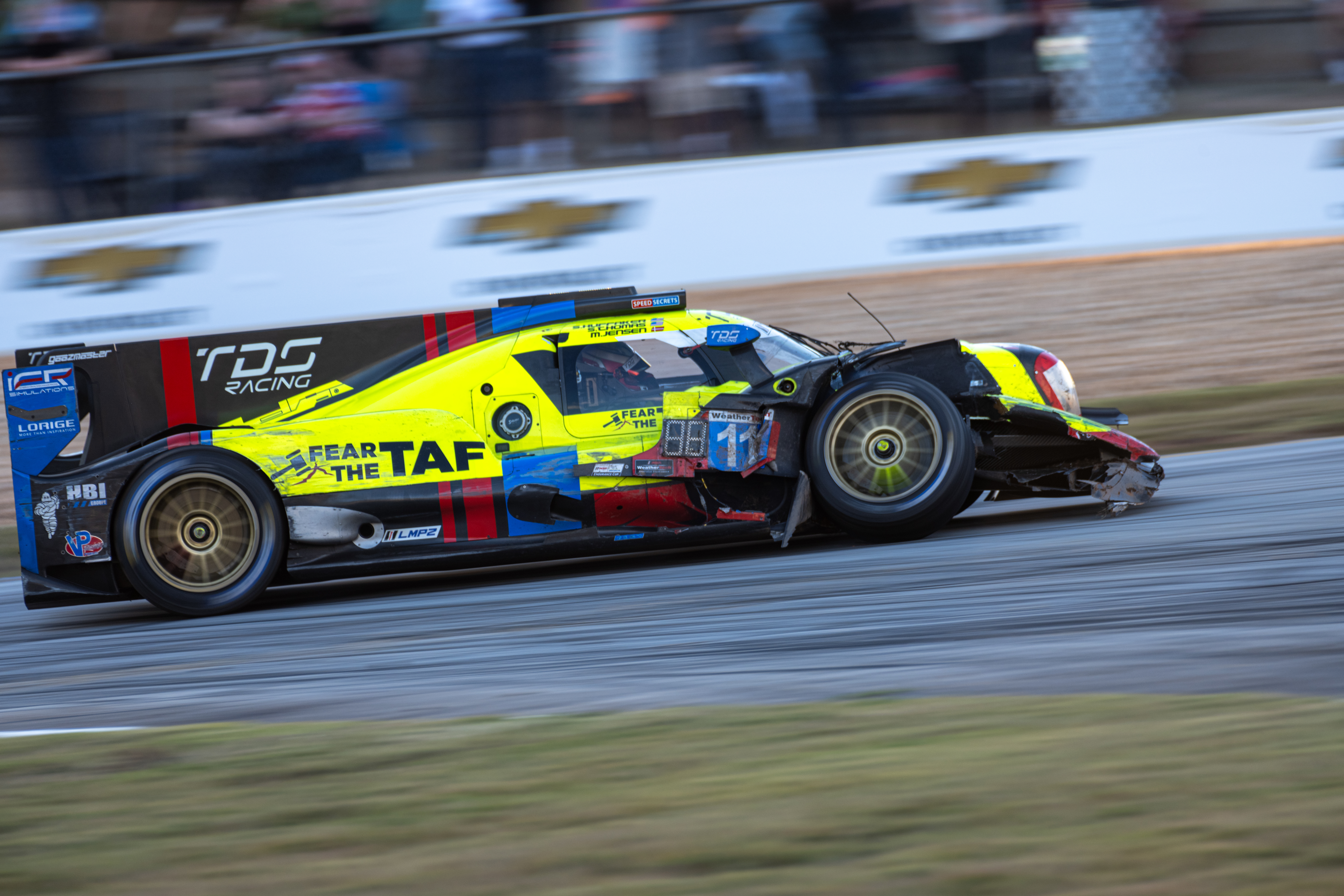
Der von Scott Huffaker beim Petit Le Mans 2023 gefahrene Oreca 07. Vorne rechts ist die Beschädigung an der Aufhängung sichtbar, die zum Ausfall des Wagens führte

Scott Gregory Huffaker (* 28. Dezember 1999 in Denver) ist ein US-amerikanischer Autorennfahrer.

## Karriere als Rennfahrer
Wie viele junge Rennfahrer seiner Generation begann auch die Karriere von Scott Huffaker im Kartsport. Ab 2014 fuhr er Monopostorennen, erst in der Pacific Formula F1600, deren Meisterschaft er 2015 gewann, und danach in der US-amerikanischen Formel-4-Meisterschaft, die er 2018 als 21. der Endwertung beendete. 
Nach einem Jahr in der Formel Ford vollzog sich 2020 der Wechsel in den Sportwagen- und GT-Sport. Er startete in der IMSA WeatherTech SportsCar Championship, wo er 2020 auf einem Oreca 07 Dritter in der LMP2-Klasse wurde, sowie ab 2023 in der FIA-Langstrecken-Weltmeisterschaft und der European Le Mans Series. Sowohl das 12-Stunden-Rennen von Sebring als auch die Jahreswertung der European Le Mans Series beendete er an der vierten Stelle. Sein Debüt beim 24-Stunden-Rennen von Le Mans endete nach einem Unfall vorzeitig. 

## Statistik

### Le-Mans-Ergebnisse
| Jahr | Team          | Fahrzeug            | Teamkollege    | Teamkollege   | Platzierung | Ausfallgrund |
| ---- | ------------- | ------------------- | -------------- | ------------- | ----------- | ------------ |
| 2023 | Kessel Racing | Ferrari 488 GTE Evo | Takeshi Kimura | Daniel Serra  | Ausfall     | Unfall       |
| 2024 | Panis Racing  | Oreca 07            | Rodrigo Sales  | Mathias Beche | Rang 23     |              |

### Sebring-Ergebnisse
| Jahr | Team                      | Fahrzeug      | Teamkollege   | Teamkollege   | Platzierung            | Ausfallgrund |
| ---- | ------------------------- | ------------- | ------------- | ------------- | ---------------------- | ------------ |
| 2020 | PR1 Mathiasen Motorsports | Oreca 07      | Patrick Kelly | Simon Trummer | Rang 9 und Klassensieg |              |
| 2021 | PR1 Mathiasen Motorsports | Oreca LMP2 07 | Ben Keating   | Mikkel Jensen | Rang 6 und Klassensieg |              |
| 2022 | PR1 Mathiasen Motorsports | Oreca 07      | Ben Keating   | Mikkel Jensen | Rang 7 und Klassensieg |              |
| 2023 | TDS Racing                | Oreca 07      | Steven Thomas | Mikkel Jensen | Rang 4                 |              |

### Einzelergebnisse in der FIA-Langstrecken-Weltmeisterschaft
| Saison | Team          | Rennwagen       | 1   | 2   | 3   | 4   | 5   | 6   | 7   | 8   |
| ------ | ------------- | --------------- | --- | --- | --- | --- | --- | --- | --- | --- |
| 2023   | Kessel Racing | Ferrari 488 GTE | SEB | POR | SPA | LEM | MON | FUJ | BAH |     |
| 2023   | Kessel Racing | Ferrari 488 GTE | 19  | 30  | 27  | DNF | DNF | 25  |     |     |
| 2024   | Panis Racing  | Oreca 07        | KAT | IMO | SPA | LEM | SAO | AUS | FUJ | BAH |
| 2024   | Panis Racing  | Oreca 07        | 23  |     |     |     |     |     |     |     |